# Frank Oliver (Rugbyspieler)
Francis James „Frank“ Oliver (* 24. Dezember 1948 in Dunedin, Neuseeland; † 16. März 2014 in Palmerston North, Neuseeland) war ein neuseeländischer Rugby-Union-Nationalspieler auf der Position des Zweite-Reihe-Stürmers und nach seiner aktiven Spielerkarriere Rugbytrainer.

## Biografie
Oliver begann seine Spielerlaufbahn im neuseeländischen Provinzrugby 1969 bei der Mannschaft Southland Rugby. Später spielte er auch noch für die Provinzmannschaften Otago RFU und Manawatu RU in der neuseeländischen Meisterschaft namens National Provincial Championship (NPC). 1976 wurde er in den Kader der neuseeländischen Nationalmannschaft (All Blacks) berufen. Er gab sein Länderspieldebüt am 18. September desselben Jahres bei der 14:15-Niederlage gegen Südafrika in Johannesburg. 1977 wurde er erneut für die Nationalmannschaft ausgewählt, um für sie gegen die British and Irish Lions während deren Tour nach Neuseeland zu spielen. Diese Tour konnten die Neuseeländer mit vier Siegen aus vier Spielen für sich entscheiden. Dabei kam Oliver in allen vier Begegnungen gegen die Lions zum Einsatz. Während der Europatour 1978 führte er die All Blacks in drei Länderspielen gegen Australien als Mannschaftskapitän an. Dabei gewann seine Mannschaft zwei der drei Heimspiele. Im selben Jahr erreichte er mit den All Blacks zum ersten Mal in deren Geschichte einem sogenannten Grand Slam. Den Neuseeländern gelang es, alle vier sogenannten Home Nations des Rugby Union, England, Irland, Schottland und Wales, während einer Tour durch Europa zu schlagen. Auch hier spielte Oliver in allen vier Spielen. Diesen Erfolg konnte Neuseeland erst 25 Jahre später wiederholen. Er gehörte jedoch auch zu der Mannschaft, die während derselben Tour völlig überraschend gegen die irische Provinzmannschaft Munster Rugby in Limerick 0:12 verlor. Sein letztes Spiel für die All Blacks war die 12:24-Niederlage gegen Südafrika am 29. August 1981. Dieser zweite Test war Teil einer Tour Südafrikas nach Neuseeland, welche die All Blacks mit 2:1 gewannen. Sie wurde von massiven Protesten und Ausschreitungen überschattet, da viele Neuseeländer das südafrikanische Apartheidsregime der Weißen verurteilten, und es für unangemessen hielten, dass Neuseeland Spiele gegen solch ein Land austrug. Oliver spielte zwischen 1976 und 1981 43 Mal für die All Blacks. Unter diesen Spielen waren 17 vollwertige Länderspiele, von denen er drei als Nationalmannschaftskapitän bestritt.
Nach seinem Rücktritt vom aktiven Rugbysport 1983 wurde Oliver Trainer. Er trainierte unter anderem die U19, U21 sowie die erste Mannschaft des Invergargill RFC. Es folgten eine Stelle als Co-Trainer bei der Provinz Manawatu und der Trainerposten der neuseeländischen U19-Nationalmannschaft in den Jahren 1993/94. 1995/1996 war er Cheftrainer von Manawatu. Danach wurde er Trainer der neuseeländischen Franchise Hurricanes in der neuen internationalen Meisterschaft Super 12. Da sich NPC und Super 12 nicht überschnitten, begann er 1998 außerdem noch die Central Vikings zu trainieren. Mit ihnen konnte er die zweite Division des NPC gewinnen. Nach dieser Saison wurde der erst 1997 gegründete Verband aus finanziellen Gründen aber wieder in die Ursprungsverbände Hawke’s Bay RU und Manawatu RU eingegliedert. Die Hurricanes schafften unter ihm 1997 den Halbfinaleinzug in der zweiten Saison der Super 12, scheiterten dort jedoch an der australischen Franchise Brumbies mit 20:33 in Canberra. 2001 übernahm er die neuseeländische Super-12-Franchise Blues. Dort war er jedoch weniger erfolgreich und wurde nach einer Saison wieder entlassen.
Olivers Sohn Anton Oliver ist ebenfalls ein ehemaliger Kapitän der All Blacks sowie auch ein ehemaliger Spieler von Otago.